# (17995) Jolinefan
(17995) Jolinefan (1999 JF74) – planetoida z pasa głównego asteroid okrążająca Słońce w ciągu 3,45 lat w średniej odległości 2,28 j.a. Odkryta 12 maja 1999 roku.